# Прийомна дитина
Прийомна дитина — дитина-сирота, дитина, позбавлена батьківського піклування, влаштована на виховання та спільне проживання до прийомної сім'ї.
Порядок прийому дітей в сім'ї встановлено Постановою Кабінету міністрів України № 565 від 26 квітня 2002 року «Про затвердження Положення про прийомну сім'ю». Ті, хто взяли дітей у прийомну сім'ю, є прийомними батьками, а влаштовані діти — прийомними дітьми. Прийомні діти виховуються в сім'ях до досягнення ними 18-річного віку, а в разі продовження навчання у професійно-технічних, вищих навчальних закладах І-IV рівня акредитації — до його закінчення.

## Права прийомних дітей
1. Прийомні діти — діти-сироти і діти, позбавлені батьківського піклування, влаштовані на виховання та спільне проживання до прийомної сім'ї.
2. На влаштування дитини-сироти і дитини, позбавленої батьківського піклування, до прийомної сім'ї потрібна згода дитини, якщо вона досягла такого віку та рівня розвитку, що може її висловити.
Згода дитини на її влаштування до прийомної сім'ї з'ясовується службовою особою закладу, в якому вона перебуває, у присутності прийомних батьків і представника органу опіки та піклування, про що складається відповідний документ.
3. Прийомні діти проживають і виховуються у прийомній сім'ї до досягнення 18-річного віку, а в разі навчання у професійно-технічних, вищих навчальних закладах I—IV рівнів акредитації — до його закінчення.
4. За прийомними дітьми зберігається право на аліменти, пенсію, інші соціальні виплати, а також на відшкодування шкоди у зв'язку з втратою годувальника, які вони мали до влаштування до прийомної сім'ї.
5. Прийомні діти мають право підтримувати особисті контакти з батьками та іншими родичами, крім випадків, коли це може завдати шкоди їхньому життю, здоров'ю та моральному вихованню.

### Функції держави
- зберігає за прийомними дітьми статус дитини-сироти та всі відповідні пільги передбачені законодавством ;
- надає кошти на утримання дитини та виплачує грошове забезпечення одному із прийомних батьків;
- зберігає раніше призначені аліменти, пенсії, інші виплати, які перераховуються на особистий рахунок дітей, відкритий в установах банку.

Органи опіки та піклування забезпечують збереження житла та майна вихованців та прийомних дітей за місцем його знаходження і здійснюють контроль за його використанням.